# محمد الونوغي بومزراق المقراني
محمد الونوغي أو الوانوغي بومزراق المقراني مفتي بارز ومن بين الشخصيات العلمية والدينية المؤثرة في الجزائر خلال فترة الاستعمار الفرنسي. هو الابن الوحيد لبومزراق المقراني أحد قادة ثورة 1871.ولد سنة 1867 بمدينة مجانة قرب برج بوعريريج بمنطقة الهضاب العليا. حيث كان والده يشغل منصب قائد على أعراش وقبائل ونوغة الممتدة من جبال البيبان (جبل) إلى سور الغزلان وحتى منطقة سهل حمزة (البويرة حاليا). بعد محاكمة سنة 1873 بقسنطينة نفي والده إلى نوميا بجزيرة كاليدونيا الجديدة في المحيط الهادي ولم يعد إلا سنة 1904 بعد 31 عاما من النفي.

## الدراسة والنشأة في زاوية الهامل
عاش الونوغي في تونس حتى سنة 1882 مع عدد من المقرانيين الهاربين إلى الجزائر وتحديدا منطقة بوسعادة حيث تولى رعايته شيخ زاوية الهامل محمد بن أبي القاسم تنفيذا لوصية والده بومزراق الذي كانت تربطه صلة قوية بشيخ الزاوية. درس الوانوغي ونخرج من زاوية الهامل، ومن مشايخه فيها الشيخ محمد بن عبد الرحمان الديسي الضرير الذي لازمه مطولا، وأجازه سنة .1900وقد أجيز الوانوغي في الفقه والنحو والأصول، وبعد تلقي تكوينه على هؤلاء المشايخ، تصدر للتدريس بالزاوية والصلاة بالطلبة، كما تولى الكتابة لدى الشيخ الحاملي. تخرج على يد الوانوغي عدد من الطلبة صاروا شيوخا للعلم في المنطقة منهم: الشيخ الحاج الزروق البوسعادي، والحاج بن السنوسي وغيرهم.

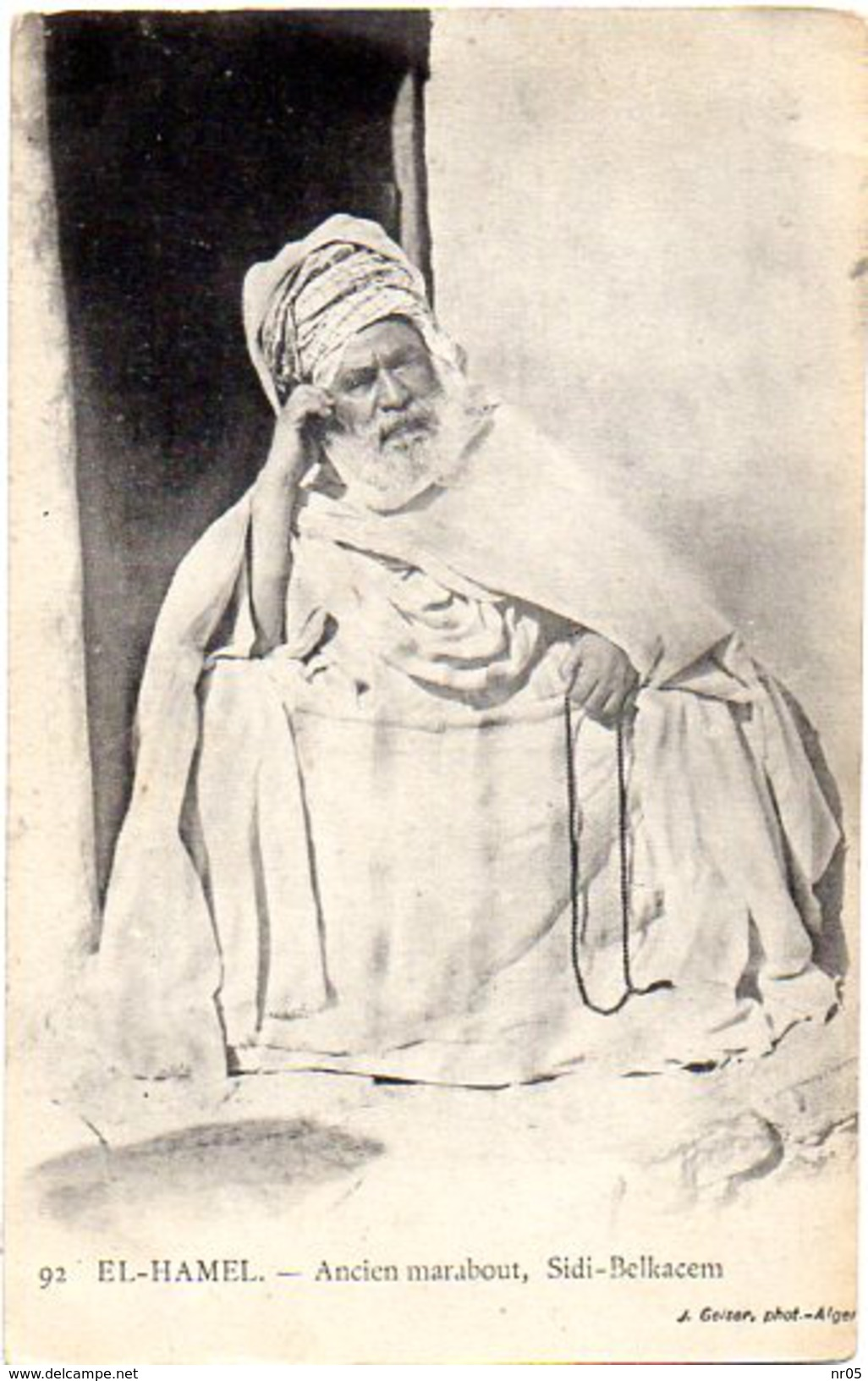
شيخ ومؤسس زاوية الهامل محمد بن أبي القاسم (سنة 1895)

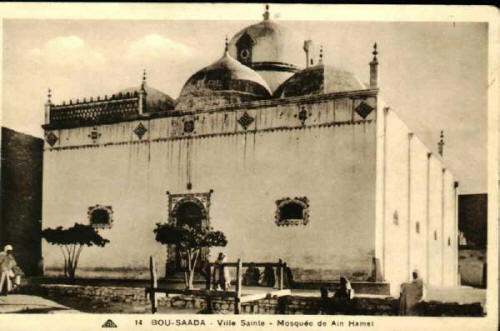
مسجد زاوية الهامل بوسعادة، الجزائر (سنة 1910)

## العمل
عانى الونوغي من وضع اجتماعي وفقر شديد جعلته يسعى لنيل منصب او عملا ليسد رمقه. انتقل إلى البرواقية (حوالي 1892) ومنها إلى الأبيار بالعاصمة. في عهد السيدة لالة زينب بين 1897-1904 ابنة مؤسس زاوية الحامل عهد للوانوغي بمنصب مقدم على شؤون الزاوية، وهو المكلف بتسيير شؤونها الإدارية، وهذا منصب له أهميته خاصة إذا علمنا المكانة الحامة التي تبوأتها زاوية الهامل في تلك الفترة الحالكة من تاريخ الجزائر.
وبعد وفاة السيدة زينب عام 1904، انتقل الوانوغي إلى مدينة الجزائر وتولى وظيفة كاتب في جريدة المبشر الحكومية. وحاول الوانوغي أن يتقرب من بعض العلماء الجزائريين المحررين في المبشر وعلى رأسهم الشيخ أبي القاسم الحفناوي، وهذا يظهر من خلال الرسالة اليي بعثها الوانوغي للحفناوي والي أورد هذا الأخير نصها الكامل في كتابه، ويستنتج منها أن الوانوغي كان مقربا من أحد الآغوات المعروفين حينذاك وهو الآغا الحاج بوطيبة الذي توسط الوانوغي بينه وبين الحفناوي لإدراج بعض التراجم في كتابه.
كما عرف الوانوغي أن عصره يقتضي الاحتكاك مع الفرنسيين وتوطيد علاقاته معهم لتعلم اللغة الفرنسية، وقد ذكرت إحلى الجرائد المعاصرة أن الوانوغي كان يتعلم الفرنسية. ولعل توسط بلقاسم بن سديرة وشيخ زاوية الهامل هو الذي جعل السلطات الفرنسية تقوم بتعيين الوانوغي إماما ومعلما في مدينة القليعة، ومنها انتقل إلى مدينة الشلف ليعمل في التدريس أيضا. وبعد تقاعد مفي الشلف السيد محمود المعسكري عين الوانوغي ليخلفه في هذا المنصب الذي شغله لمدة طويلة من سنة 1908 إلى وفاته سنة 1948، وجمع الوانوغي بين وظيفته في الإفتاء وتدريس الفقه ومبادئ النحو وعلم الكلام.
وظل الوانوغي وفيا لشيوخ زاوية الحامل، حيث وجدناه يشارك في شهر ديسمير 1937 في مناسبة تعيين الشيخ مصطفى بن محمد القاسمي رئيسا لحامعة اتحاد الزوايا والطرق الصوفية، حيث أقيم حفل ضخم حضره عدد هام من العلماء والأدباء والشعراء، كما شارك الوانوغي أيضا في أفريل موود في المؤتمر الثاني لجامعة اتحاد العلماء الدينيين من رجال الزوايا والطرق الصوفية الذي انعقد يمدينة الجزائر، وحضره الباشاغوات والقضاة والمفتين ورجال الوظائف الدينية، وتوسط الجمع الشيخ عبد الحي الكتاني المغربي.
تول الوانوغي منصب أمين مال جامعة اتحاد الزوايا والطرق الصوفية بتكليف من رئيسها مصطفى القامي، وذلك في شهر ماي 1939 خلال مؤتمر آخر عقد بقسنطينة. وبعد تقاعده عينه الشبخ مصطفى القامي وكيلا لضريح سيدي امحمد بالحامة وبقي يشغل هذا المنصب حتى وفاته سنة 1948.

## الوانوغي وابن باديس
التقى به الشيخ عبد الحميد بن باديس في رحلته، كتب يقول عنه: "ممن عرفنا من فضلائها" أي مدينة الشلف، إبن [[بومزراق|بومزراق المقراني]] الزعيم المقراني المشهور، والشيخ يمثل شهامة أسرته وكرمهم وهتهم إلى معارف أكسبته إياها الأسفار والتجارب، وهو القائم بالخطبة والتدريس في جامعها".

## وفاته

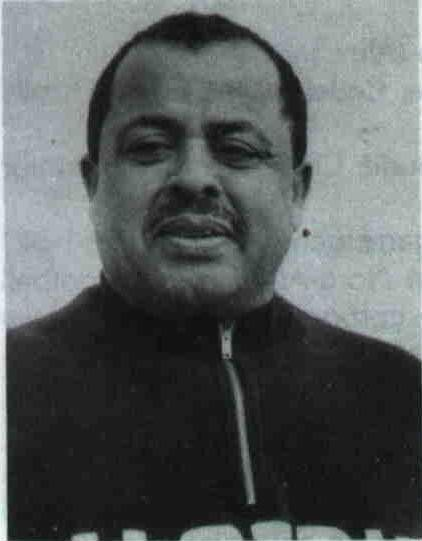
محمد بلقاسم بومزراق بن الشيخ الوانوغي بومزراق وحفيد المقاوم بومزراق المقراني. عضو فريق جبهة التحرير الوطني الجزائرية بين 1957-1959

توفي الوانوغي بن بومزراق المقراني سنة 1948 وله من العمر 81 سنة ودفن إلى جانب والده بمقبرة سيدي أمحمد بوقبرين بمدينة الجزائر وقد ترك الوانوغي عددا من الأولاد منهم ابن سمي على اسم جده بومزراق وهو اللاعب محمد بلقاسم بومزراق والذي كان لاعبا في العديد من الفرق الرياضية الفرنسية، وقد انخرط هذا الابن في صفوف الثورة التحريرية ولاعبا في فريق جبهة التحرير الوطني بين 1957 و 1959 بعد لجوئه واستقراره بتونس.
رغم بعض المواقف السياسية للوانوغي المقراني التي تحكم فيها منصبه كرجل دين، على اتصال دائم مع الإدارة الفرنسية، إلا أذ شخصيته العلمية تركت بصماتما في عصرها، حتى انه استطاع أن يؤثر على الإدارة الفرنسية ويحصل على العفو لوالده الذي انتهت حياته في الحزائر سنة 1905 ونال الوانوغي ثناء عدد من علماء عصره وعلى رأسهم رائد لنهضة الإصلاحية في الجزائر الشيخ عبد الحميد بن باديس.